# 51 Pegasi
51 Pegasi, formálně pojmenovaná Helvetios, je Slunci podobná hvězda v souhvězdí Pegase vzdálená 15,4 parseků (50,1 světelných let) od Země. Jedná se o první hvězdu hlavní posloupnosti, u které byla nalezena obíhající exoplaneta. Tento objev oznámili švýcarští astronomové Michel Mayor a Didier Queloz dne 6. října 1995. Objev přinesl Nobelovu cenu za fyziku v roce 2019.

## Charakteristika
51 Pegasi je žlutý trpaslík klasifikovaný jako G2,5IVa nebo G4-5Va. Hvězda má hmotnost přibližně 1,06 M☉ a poloměr v rozmezí 1,15–1,4 R☉. Její povrchová teplota činí přibližně 5 665 K, což jí dodává žlutý odstín typický pro hvězdy spektrální třídy G.
Stáří hvězdy je odhadováno na 6 miliard let, což ji činí starší než Slunce. Její chromosférická aktivita je velmi nízká, což spolu s nízkou úrovní rentgenového záření naznačuje, že se hvězda může nacházet v podobném období, jakým je Maunderovo minimum – fáze nízké aktivity hvězdných skvrn.
Hvězda rotuje pomalu s periodou přibližně 37 dní, což bylo určeno pomocí analýzy spektrálních čar ionizovaného vápníku (Ca II H a K). Hvězda vykazuje vyšší metalicitu než Slunce, což znamená, že obsahuje větší podíl prvků těžších než helium. Vyšší metalicita je považována za důležitý faktor při vzniku obřích planet v systému.

## Planetární systém

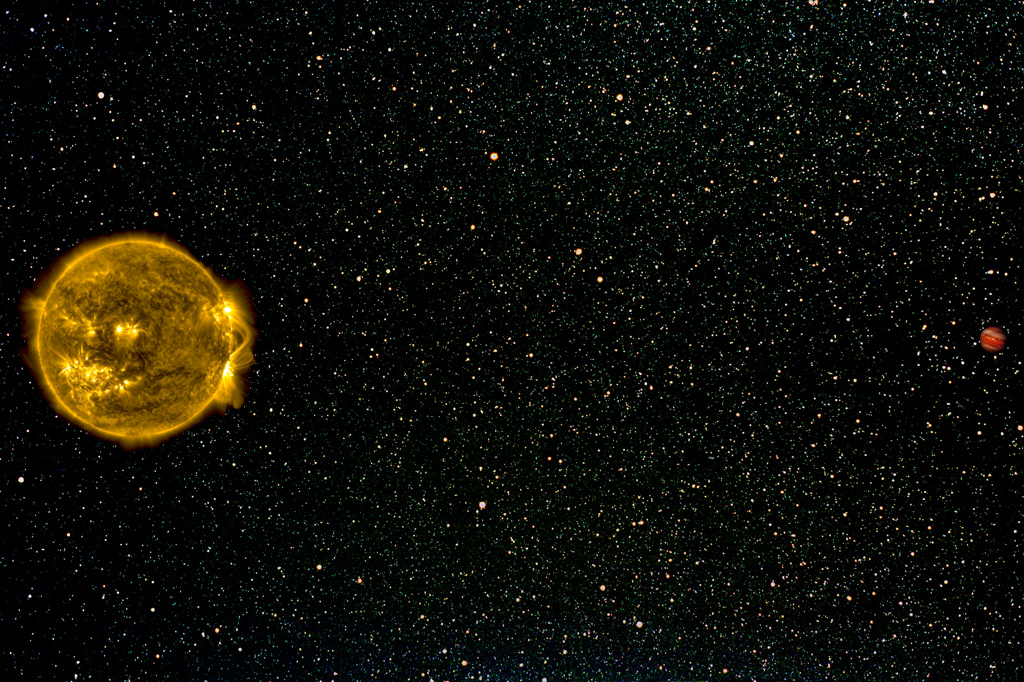
Planeta Dimidium v systému 51 Pegasi (v měřítku)

Dne 6. října 1995 objevili švýcarští astronomové Michel Mayor a Didier Queloz první exoplanetu obíhající kolem hvězdy hlavní posloupnosti – 51 Pegasi b. Objev byl proveden metodou radiálních rychlostí na Observatoři v Haute-Provence ve Francii pomocí spektrografu Elodie. Tento průlomový objev byl oznámen na konferenci ve Florencii a následně 12. října 1995 potvrzen americkými astronomy Geoffrey Marcy a Paulem Butlerem z Lickovy observatoře.
51 Pegasi b (formálně pojmenovaná Dimidium) je prvním objeveným planetárním průvodcem hvězdy mimo Slunce. Planeta obíhá velmi blízko své hvězdy ve vzdálenosti přibližně 0,052 AU a má minimální hmotnost 0,472 hmotností Jupiteru. Její povrchová teplota dosahuje okolo 1 200 °C, což z ní činí horkého Jupitera. Tento objev vedl k přehodnocení teorií vzniku planetárních systémů a vzniku konceptu planetární migrace.
Tabulka se základními údaji o planetárním systému:
| Planeta  | Hmotnost (MJ)   | Poloměr (RJ) | Velká poloosa (AU) | Excentricita  | Oběžná doba (dny) |
| -------- | --------------- | ------------ | ------------------ | ------------- | ----------------- |
| Dimidium | ≥ 0,472 ± 0,039 | 1,2 ± 0,1    | 0,0527 ± 0,0030    | 0,013 ± 0,012 | 4,2308 ± 0,000036 |

Po objevu planety 51 Pegasi b následovalo mnoho dalších objevů exoplanet podobného typu, což vedlo k zavedení nového pojmu horký Jupiter. Tento termín označuje masivní plynné planety obíhající velmi blízko svých mateřských hvězd.

## Historie a jméno
Hvězda 51 Pegasi nese označení vycházející z Flamsteedova katalogu, kde jí bylo přiřazeno číslo 51 v rámci souhvězdí Pegase. Tradiční jméno hvězdy „Helvetios“ bylo schváleno Mezinárodní astronomickou unií (IAU) v roce 2015 v rámci kampaně NameExoWorlds, která měla za cíl pojmenovat hvězdy a jejich exoplanety prostřednictvím veřejného hlasování. Název „Helvetios“ odkazuje na keltský kmen Helvétů, který obýval území dnešního Švýcarska, a byl navržen švýcarskou astronomickou společností Astronomische Gesellschaft Luzern.
Planeta obíhající kolem 51 Pegasi byla pojmenována „Dimidium“, což v latině znamená „polovina“. Tento název odkazuje na skutečnost, že planeta má nejméně polovinu hmotnosti Jupiteru.
Objev hvězdy jako první sluneční analog s potvrzenou exoplanetou způsobil revoluci v astronomii. Oznámení o objevu planety bylo učiněno 6. října 1995 švýcarskými astronomy Michelem Mayorem a Didierem Quelozem na konferenci ve Florencii. Objev planetárního průvodce 51 Pegasi byl následně potvrzen americkými astronomy Geoffreym Marcym a Paulem Butlerem pomocí spektrografu Hamilton na Lickově observatoři v Kalifornii.
Historie objevu exoplanety u 51 Pegasi byla natolik zásadní, že v roce 2019 obdrželi Michel Mayor a Didier Queloz Nobelovu cenu za fyziku za jejich průlomovou práci v oblasti výzkumu exoplanet.